# Mäntytorni

Mäntytorni (en finnois : tour du pin) est une tour d'habitation située dans le quartier de Tapiola à Espoo en Finlande.

## Bâtiment
Mäntytorni est un immeuble résidentiel de 11 étages et 31 mètres de haut construit en 1954. dans le quartier de Tapiola,.
La surface totale du bâtiment est de 3 250 mètres carrés. Le bâtiment est situé sur un terrain de 1 198 m2.
Le cinéma Tapiola et un magasin conçus par Ervi ont été construits à côté de la tour Mäntytorni.
L'édifice a été conçu par l'architecte Aarne Ervi.
Tapiola est classé par la Direction des musées de Finlande parmi les  environnements culturels bâtis d'importance nationale, et la tour Mäntytorni est l'un des monuments de la zone,.